# Luc Marchal
Kolonel Luc Marchal is een gepensioneerde officier van de strijdkrachten van België. Hij staat bekend als de hoogste officier in het Belgische vredescontingent tijdens de Rwandese Genocide van 1994, evenals de VN-missie voor hulp aan de Rwandese UNAMIR sectorcommandant voor de hoofdstad Kigali.

## Achtergrond
Marchal had in 1994 dertig jaar ervaring opgedaan in het Belgische leger, waarvan vijftien als paracommando. Vóór zijn opdracht in Rwanda was hij stafchef geweest bij de minister van Defensie. Marchal had toen vijf jaar ervaring opgedaan in Zaïre bij operaties in Shaba en Kolwezi. De UNAMIR-commandant, de Canadese luitenant-generaal Roméo Dallaire, prees hem, met de vermeldingen: "Luc droeg geen koloniale bagage" en "hij had een speciale vaardigheid voor het werken met troepen uit minder geavanceerde legers."

## Vredeshandhaving in Rwanda 1993-1994
Marchal landde op 9 december 1993 in Rwanda. Hij was de hoogste officier in de 440-troepen sterke Belgische bijdrage aan UNAMIR. Als het best getrainde en uitgeruste contingent in de strijdkracht vormden de Belgen de ruggengraat van de strijdkracht. Marchal had in oktober het bevel gekregen en had voor het vertrek geklaagd dat het contingent niet genoeg vuurkracht had als hij moest evacueren. Hij was gerustgesteld: "Je gaat naar Club Med." België stond te popelen om een contingent naar UNAMIR te sturen om het grote aantal Belgische burgers in Rwanda te beschermen en een excuus te bieden voor hun terugtrekking uit de VN-missie in Somalië. Bij meerdere gelegenheden vroeg Marchal Brussel voor begeleiding om zijn operaties te leiden. Hij kreeg nooit richtlijnen of zelfs geen engagementsregels om te regelen wat de Belgische vredesmacht wel en niet kon doen.
Dallaire raakte steeds meer gefrustreerd omdat verwacht werd dat UNAMIR zou opereren met een totaal gebrek aan informatie over het land en de actualiteit. Toen zijn verzoek aan het hoofdkwartier van de Verenigde Naties om inlichtingen te verzamelen werd geweigerd omdat een dergelijk vermogen als onverenigbaar met vredeshandhaving werd beschouwd, vroeg hij Marchal om een verzoek voor hulp door te geven aan de Belgische Algemene Informatie- en Veiligheidsdienst (SGR), die uiteindelijk resulteerde in een twee personen cel en klein inlichtingennetwerk dat informatie naar Brussel stuurde in plaats van naar Dallaire.
Marchal kreeg ook de leiding over de Kigali-sector van UNAMIR, waar zijn belangrijkste verantwoordelijkheid de "Kigali Wapens Secure Area" (KWSA) was, een zone in een straal van 10 kilometer van het stadscentrum van Kigali waarin militaire eenheden, waaronder zowel de Rwandese strijdkrachten(FAR) en het rebelse Rwandese patriottische front(RPF)  hun wapens en munitie zouden moeten opslaan. De wapensvrije zone was een hoeksteen van de Arusha-akkoorden van 1993 die de Rwandese burgeroorlog beëindigde. Marchal hield toezicht op de succesvolle verplaatsing van een RPF-bataljon naar de Conseil National pour le Développement(CND), een prominent overheidsgebouw, op 27 december 1993 om de veiligheid te garanderen van de interim-vicepremier Jacques Bihozagera, RPF. Toen hij echter protesteerde dat de 600 RPF-soldaten geladen wapens droegen, in strijd met de Kigali Wapens Secure Area, werd hem meegedeeld dat het Arusha-akkoord niet van toepassing was binnen de CND.
Op 10 januari informeerde Faustin Twagiramungu, die was gekozen als overgangsminister, Dallaire dat hij contact had opgenomen met een informant binnen de Interahamwe-militie. Dallaire stuurde de volgende dag Marchal naar de vergadering met de informant, met de codenaam 'Jean-Pierre'. "Jean-Pierre" beschreef een complex proces van training, organisatie en bewapening van milities ter voorbereiding op de uitroeiing van Tutsi. Dallaire zou zijn reactie beschrijven: "Eindelijk leek het erop dat we de derde kracht konden identificeren, het vastgrijpen en het naar beneden worstelden." Na maanden gedwongen te zijn om na het feit te handelen, hadden we een kans om beslag te leggen het initiatief." Marchal kreeg opdracht om vier gelijktijdige invallen te plannen op de wapenopslagplaatsen die door 'Jean-Pierre' werden gemeld. Zowel Dallaire als Marchal zagen de geplande invallen als goed binnen hun mandaat, de caches zelf waren een overtreding van de KWSA en het bewapenen van milities was een schending van de Arusha-akkoorden en een bedreiging voor de veiligheid van UNAMIR zelf.

## Moord op blauwhelmen
Op 7 april 1994 gaf generaal Roméo Dallaire, de leider van UNAMIR, opdracht aan tien Belgische VN-soldaten om de minister-president Agathe Uwilingiyimana te beschermen. De paracommando's werden samen met vijf Ghanese blauwhelmen ontwapend en in een minibus afgevoerd naar Kamp Kigali. Wanneer in het kamp het gerucht gaat lopen dat het toestel van president Habyarimana is neergeschoten door Belgische blauwhelmen, worden ze het mikpunt van de lynchpartij door de opgehitste Rwandese soldaten. Deze soldaten stonden onder leiding van majoor Bernard Ntuyahaga.
Al vrij snel bezwijken vier Belgen aan de slagen die ze te incasseren krijgen. De zes anderen en de vijf Ghanezen nemen hun toevlucht tot een lokaal naast het gebouw van de VN-waarnemer in het kamp, de Togolese kapitein Apedo. Wanneer de Rwandese militairen het gebouw onder vuur nemen, zoeken ze dekking onder de bedden die er staan en achter het lijk van een vijfde Belgische soldaat die intussen dodelijk getroffen is door een kogel.
Even wordt het vuren gestaakt: de Ghanezen krijgen het bevel het lokaaltje via een raampje te verlaten. Een Rwandese soldaat probeert het lokaal via het dak binnen te dringen. De Belgen maken hem zijn kalasjnikov afhandig en schieten hem dood. De Rwandezen halen er een raketlanceerder bij en werpen via een gat in het dak granaten in het gebouwtje. Het Belgische verzet valt stil tussen 12 en 14 uur.
Enkele uren voordien, kort na 10 uur, is Dallaire voorbij Kamp Kigali gereden. Hij zag enkele militairen in Belgische uniformen op de grond liggen. Hij verklaarde nadien dat hij zijn chauffeur de opdracht gaf om te stoppen, maar die zou geweigerd hebben omdat zijn veiligheid niet gewaarborgd kon worden.

## Gevolgen van de moord
Op 8 april kregen alle eenheden te horen dat 10 Belgen waren gesneuveld. België was zeer kwaad, omdat Dallaire zijn soldaten in gevaar had gebracht, en trok hierop zijn soldaten terug. Tussen 9 en 19 april werden alle aanwezige Belgen geëvacueerd (operatie Silver Back) gevolgd door de volledige terugtrekking van alle nog aanwezige paracommando's (operatie Blue Safari). Na de terugtrekking van de Belgen volgde andere landen en daardoor verdween de remmende factor voor de genocide.
Na zijn terugkeer in Canada publiceerde Dallaire zijn zeer kritisch relaas over de gebeurtenissen die hij van dichtbij meemaakte, waarin hij de onmacht van de VN hekelde, Shake Hands with the Devil.
Een onafhankelijk onderzoek dat Kofi Annan in 1999 liet uitvoeren naar het falen van de VN oordeelde vernietigend over alle betrokken organen, inclusief de Veiligheidsraad en de secretaris-generaal zelf. De onderzoekscommissie concludeerde dat de VN en de aangesloten landen een helder en duidelijk excuus waren verschuldigd aan het Rwandese volk.

## Nasleep
Marchal werd beschuldigd van nalatigheid bij te dragen tot de dood van de tien Belgische vredessoldaten in een krijgsraad van het Belgische leger, maar werd in juli 1996 niet schuldig bevonden. Een onderzoek van de Belgische Senaat uit 2007 wees uit dat Marchal en Dallaire de schuld kregen om de aandacht af te wenden van beoordelingsfouten gemaakt door de Belgische overheid. Tien jaar later getuigde Marchal in het Belgische proces tegen ex-majoor Bernard Ntuyahaga, die schuldig werd bevonden aan de moord op de Belgen, en veroordeeld tot een gevangenisstraf van twintig jaar in juli 2007. Eind 2018 is Bernard Ntuyahaga door de Belgische autoriteiten uitgewezen en gerepatrieerd naar Rwanda.

## Varia
Eind maart 2019 zat kolonel Luc Marchal tijdens de tweede aflevering van het VRT-programma Terug naar Rwanda samen met de weduwe en zoon van de vermoorde luitenant Lotin. Hij getuigde open en geëmotioneerd over de dood van de tien Belgische blauwhelmen tijdens de vredesmissie.

## Publicaties
- (fr)  Marchal, Luc (2001). Rwanda: la descente aux enfers. Témoignage d'un peacekeeper: Décembre 1993-Avril 1994. Éditions Labor, Paris. ISBN 978-2-8040-1632-6.